# 萊姆多塔·斯特勞尤馬
萊姆多塔·斯特勞尤馬（拉脫維亞語：、1951年2月24日—）是一位拉脫維亞政治家和經濟學者。自2014年1月開始，她開始擔任拉脫維亞總理一職。2011年至2014年，她曾擔任農業部長。2014年1月，她接替瓦尔季斯·东布罗夫斯基斯出任總理，成為拉脫維亞首位女性總理。